# Les Trois-Îlets
Les Trois-Îlets ist eine französische Gemeinde im Übersee-Département Martinique. Sie gehört zum Arrondissement Le Marin. Les Trois-Îlets war bis zu dessen Auflösung 2015 Hauptort (Chef-lieu) und die einzige Gemeinde des gleichnamigen Kantons.

## Bevölkerungsentwicklung
| Jahr      | 1961 | 1967 | 1974 | 1982 | 1990 | 1999 | 2006 | 2007 | 2011 |
| --------- | ---- | ---- | ---- | ---- | ---- | ---- | ---- | ---- | ---- |
| Einwohner | 3238 | 3153 | 3002 | 3246 | 4484 | 5162 | 6843 | 7084 | 7607 |

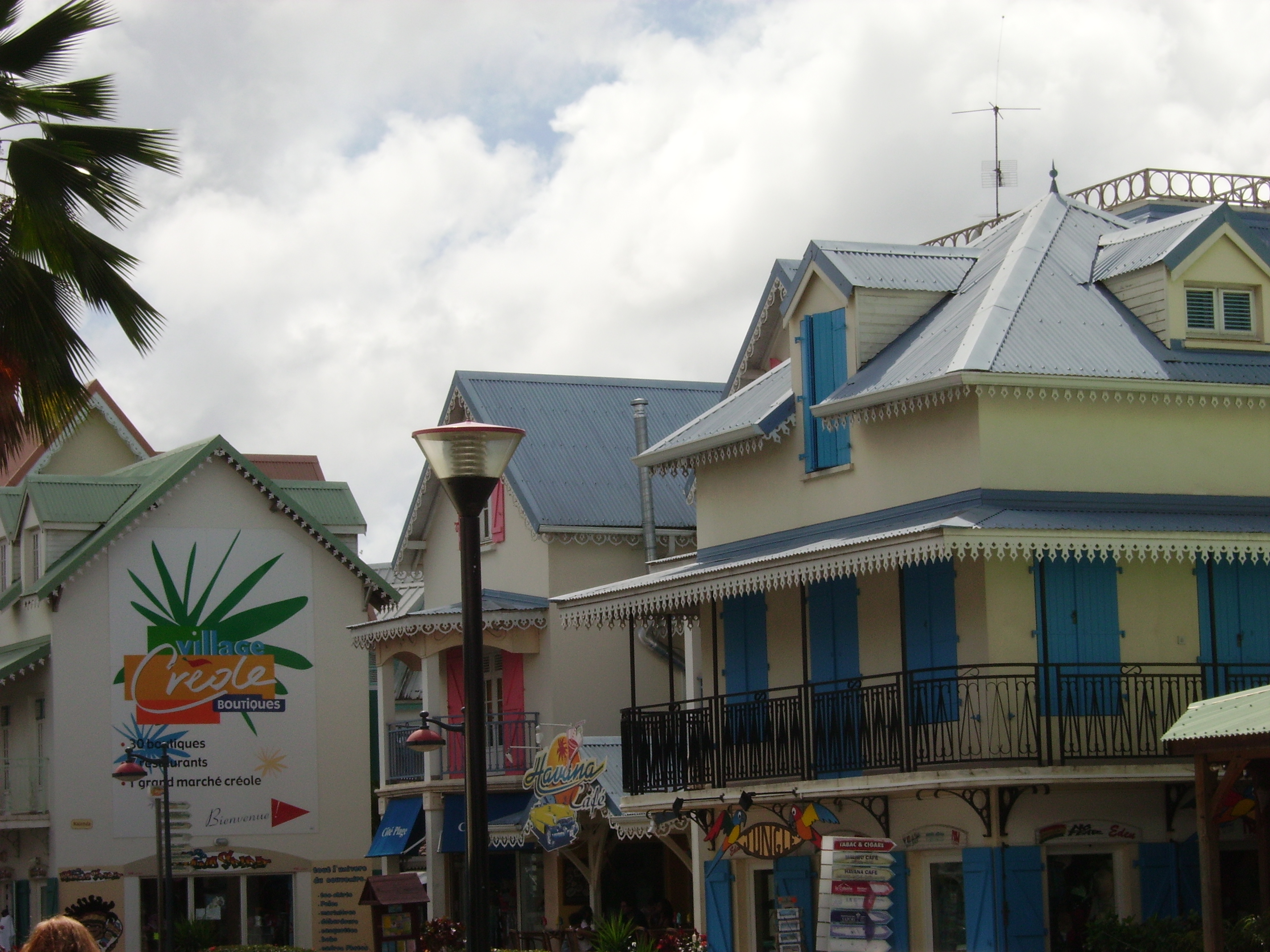
„La Pointe du Bout“ im Zentrum von Les Trois-Îlets
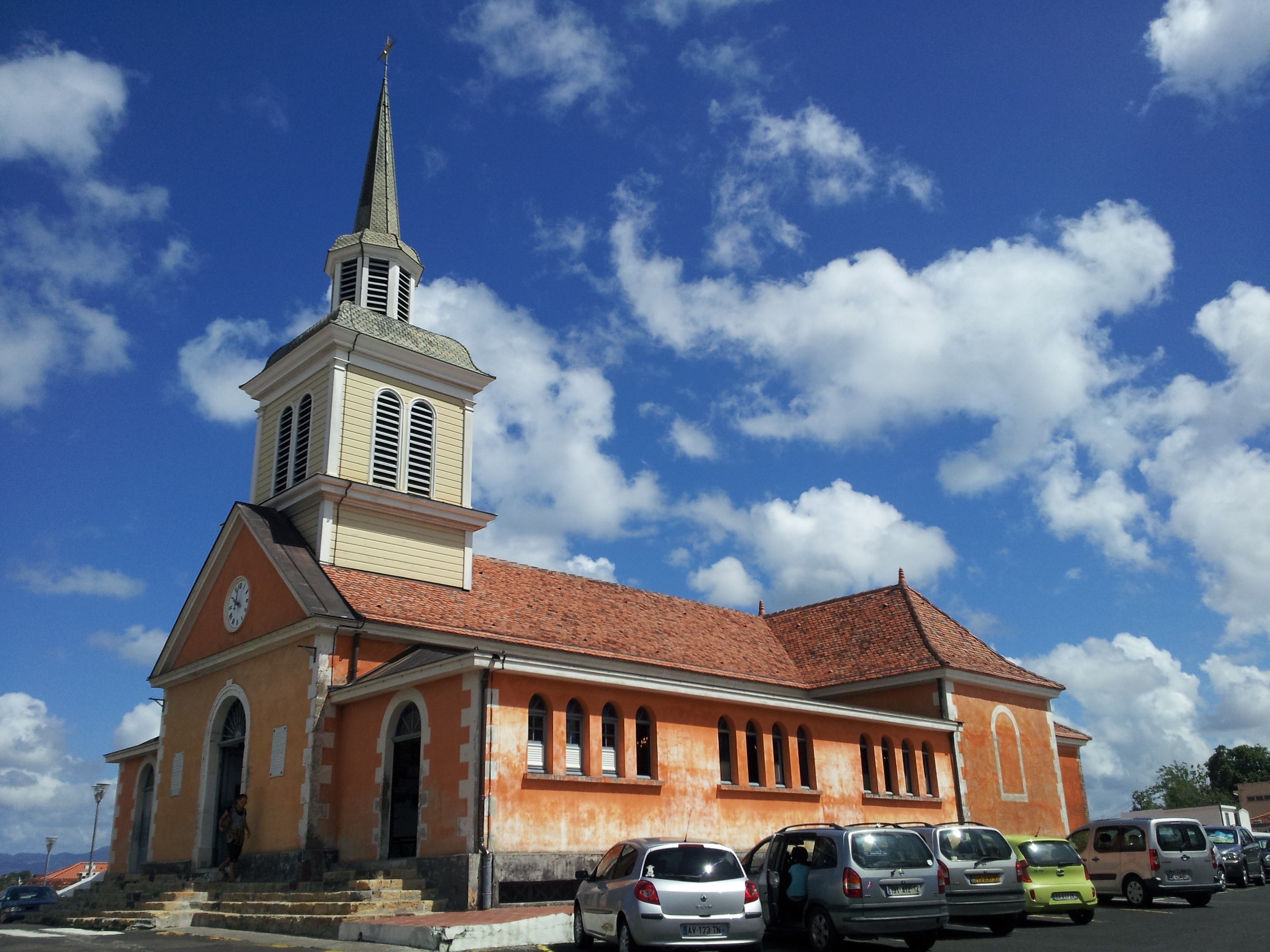
Die Kirche Notre-Dame-de-la-Délivrance des Trois-Îlets
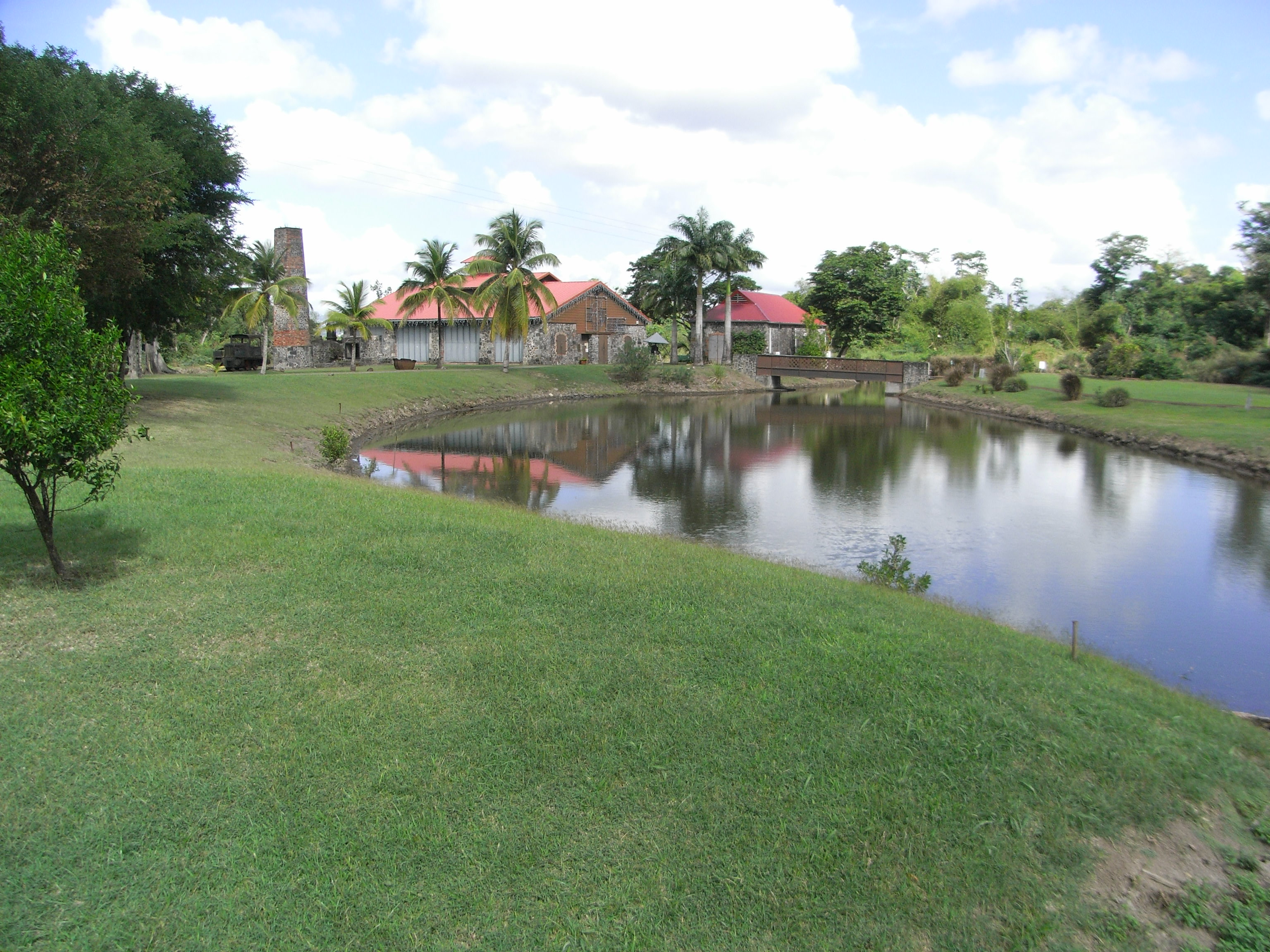
Maison de la Canne (Zuckerrohrmuseum)
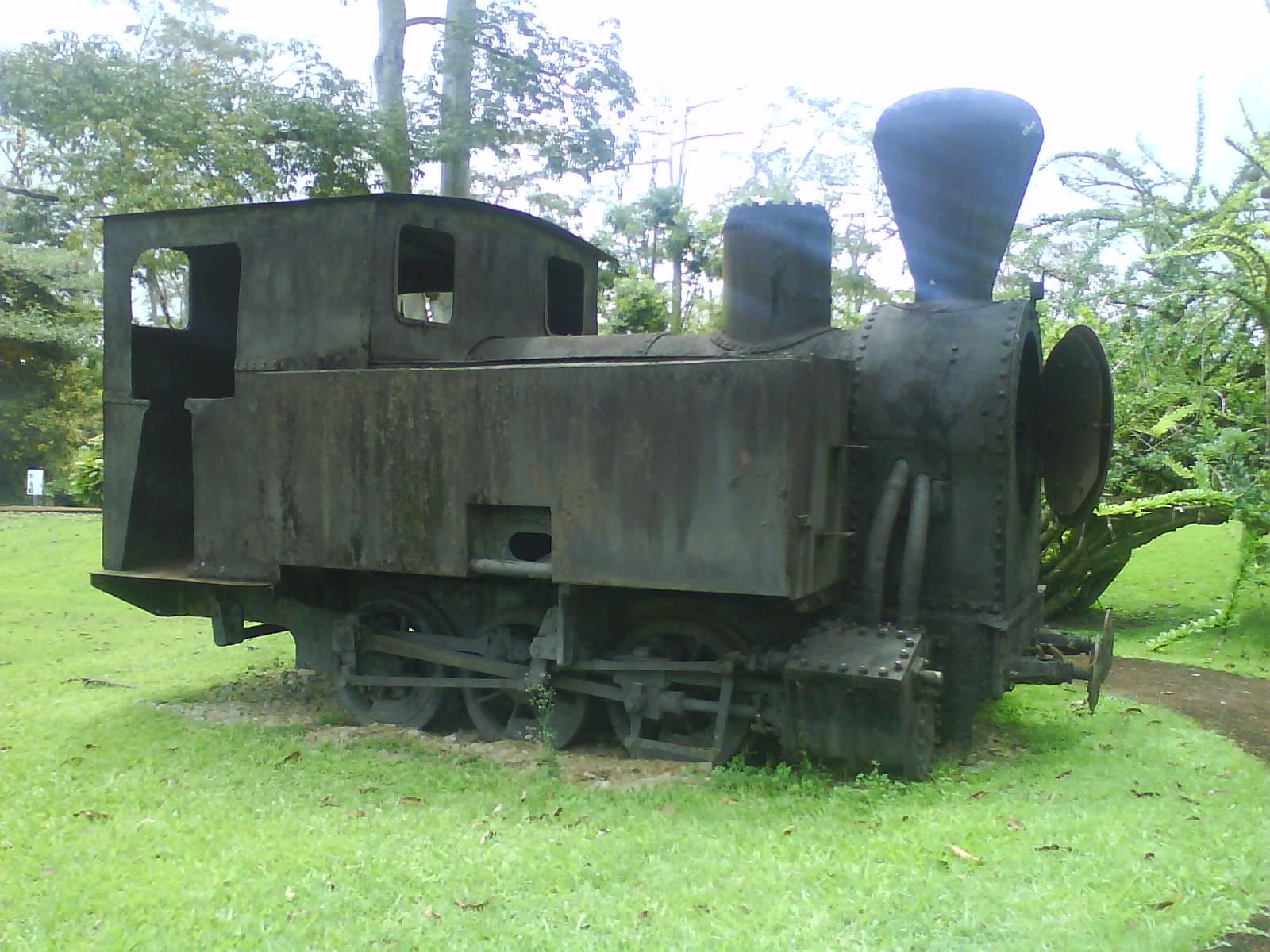
Ausgemusterte und als Denkmal aufgestellte Dampflokomotive des Maison de la Canne

## Plantage der Joséphine de Beauharnais

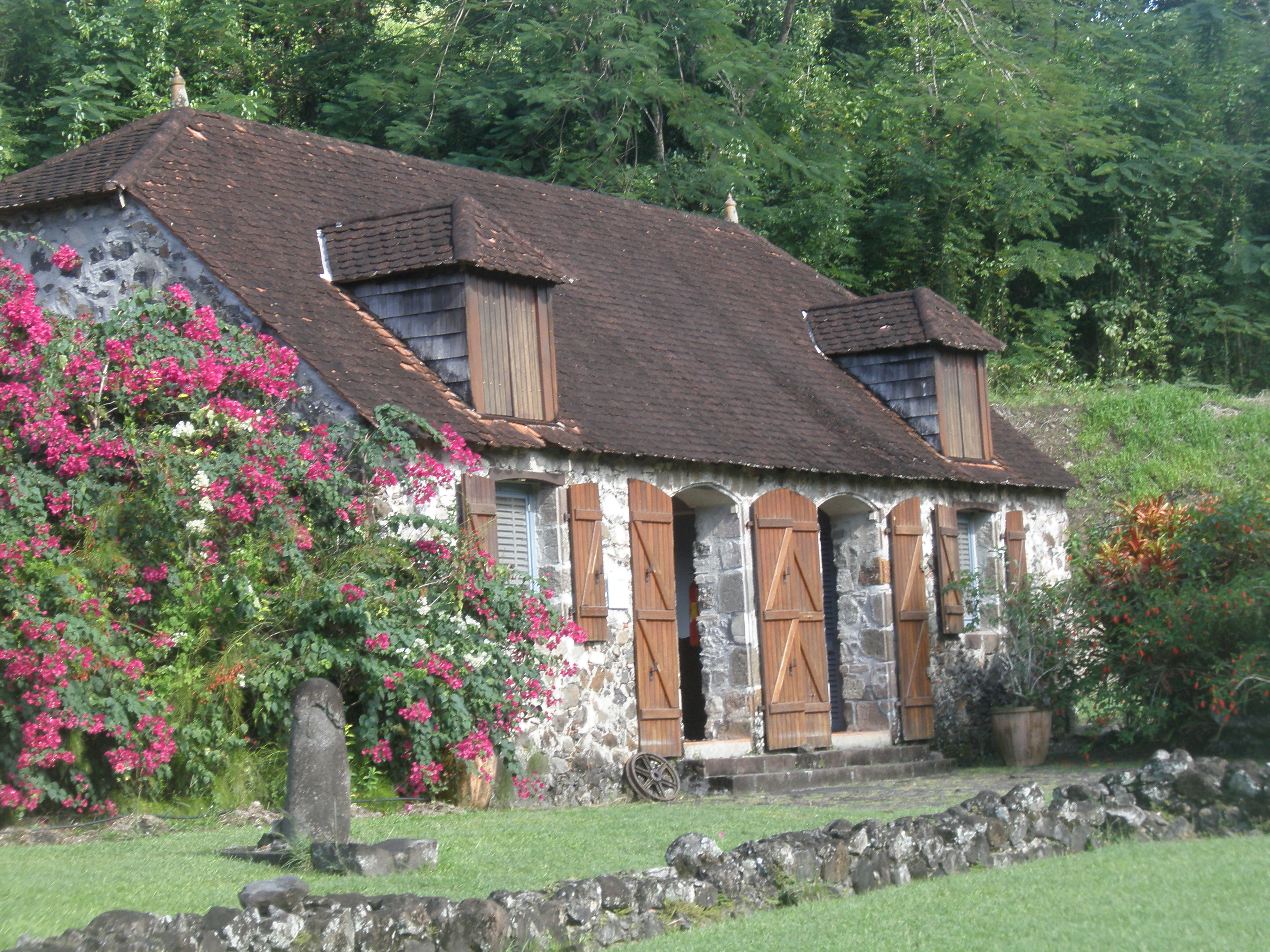
Ehemaliges Küchenhaus in der Plantage der späteren Kaiserin Joséphine, heute Museum

Die spätere französische Kaiserin Joséphine wurde am 23. Juni 1763 in dem heute nicht mehr stehenden einstöckigen Plantagenhaus La Pagerie geboren. Im August 1766 zerstörte ein Hurrikan das aus weißem Holz bestehende Gebäude. Zu der Anlage gehörten etwa 1230 Hektar fruchtbares Land, überwiegend Zuckerrohr- und Kakaoplantagen, die von 300 Sklaven bearbeitet wurden. Die dicht aneinander gereihten Hütten der Sklaven lagen in unmittelbarer Nähe zu Joséphines Geburtshaus. Das Gebäude selbst lag in der Mitte der Ländereien, sodass von dort die Arbeit der Sklaven überwacht werden konnte. Auf drei Seiten war das Haus von einer Veranda umgeben. In dem dahinter liegenden Garten wuchsen Tamarinden-, Mango- und Frangipanibäume. Die großen, scheibenlosen Fenster des Hauses waren nach außen hin geöffnet. Bis heute ist nur das steinerne Küchenhaus erhalten geblieben, in dem ein Museum untergebracht ist (Musée de La Pagerie). Im Vergleich zu den insgesamt etwa 400 anderen Plantagen, die auf Martinique bestanden, war die Anlage relativ klein und bescheiden.
Womöglich spielten die Ländereien dennoch eine wichtige Rolle in der Geschichte des französischen Kolonialismus. So könnte es an Joséphines Einfluss gelegen haben, dass Napoléon die von der Französischen Revolution abgeschaffte Sklaverei im Jahr 1802 wieder einführte. Dies war der Anlass für den Sklavenaufstand in der französischen Kolonie Saint-Domingue, der zur Unabhängigkeit und Gründung von Haiti führen sollte.

## Persönlichkeiten
- Suzanne Césaire (1915–1966), Autorin und Feministin